# Bulla (amuletă)

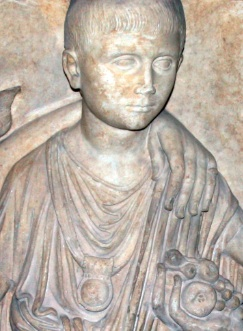
Basorelief prezentând un băiat roman care poartă o bulla

Bulla era o amuleta purtat ca un medalion dată copiilor de sex masculin în Roma antică la nouă zile după naștere. Erau obiecte enigmatice de plumb acoperite cu o folie de aur. O bulla era purtată în jurul gâtului pentru a proteja purtătorul de duhuri și forțe rele. Bulla era făcută din diferite materiale în funcție de averea familiei. Înainte de vârsta bărbăției, băieții romani purtau o bullă, un neckchain și pungă rotund care conținea amulete de protecție (în special, simboluri falice).
O fată nu purta bulla, ci un alt fel de amuletă, cum ar fi lunula, până în ajunul căsătoriei ei, când era luată împreună cu jucăriile din copilărie și alte lucruri. Inceta a purta haine de copil și începea să poarte rochie romană pentru femei. Un băiat purta bulla până când devenea un cetățean roman la vârsta de 16 ani. Bulla său era atent păstrată, și în unele ocazii importante, cum ar fi numirea ca general, bula era scoasă. El va purta bulă pe timpul ceremoniei pentru a-l proteja de forțele răului, cum ar fi invidia oamenilor.